# Zwerchstraß

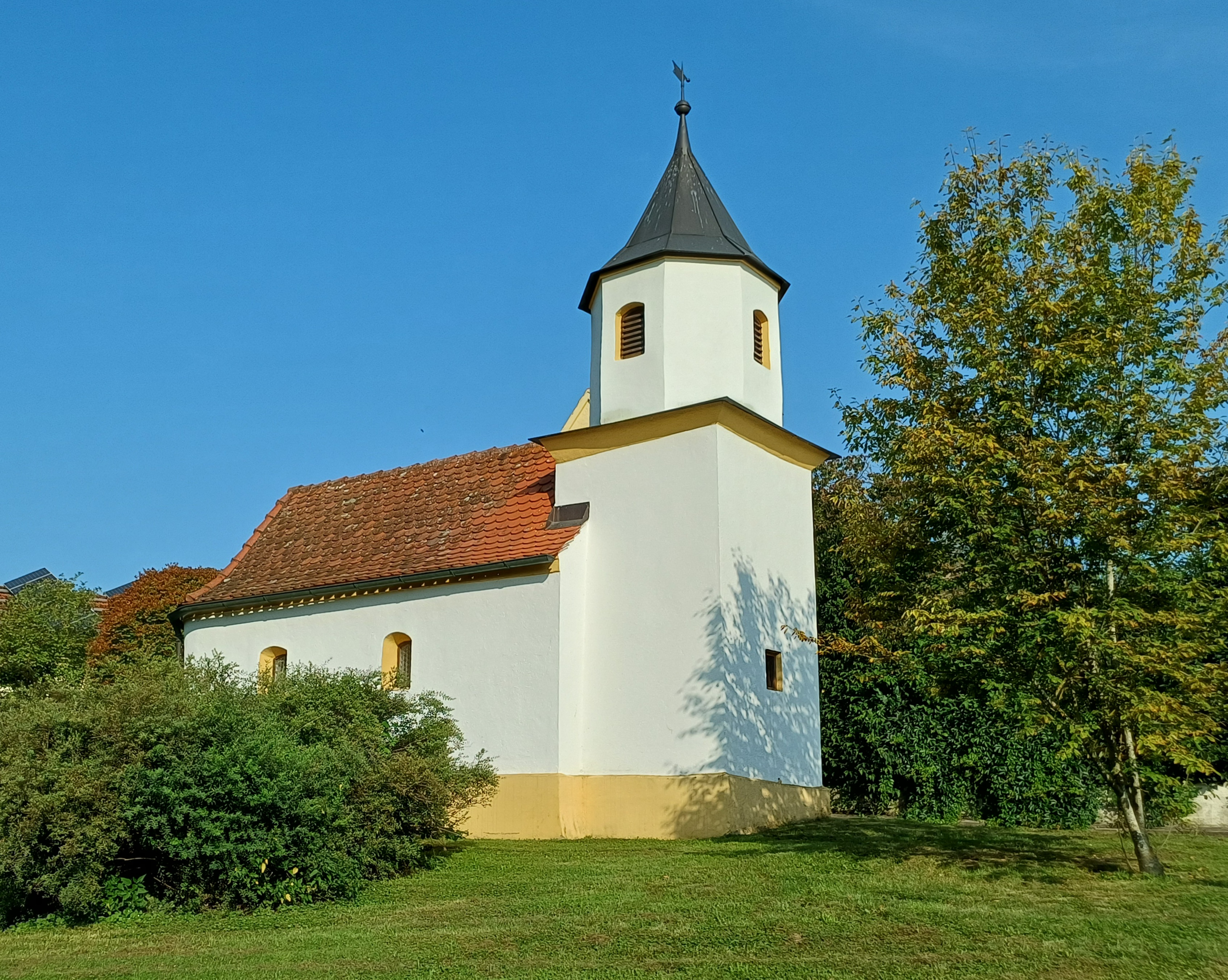
Marienkapelle Zwerchstraß

Zwerchstraß ist ein Gemeindeteil der Gemeinde Wolferstadt im Landkreis Donau-Ries (Regierungsbezirk Schwaben, Bayern).
Zur Gemarkung Zwerchstraß gehören der Weiler Rothenberg und die Einöde Brenneisenmühle.

## Lage
Das Dorf Zwerchstraß und Rothenberg gehören zu den Grenzorten des alemannischen Dialektraums zum Ostfränkischen hin.
Im Gebiet um Rothenberg finden sich etliche dominante Erhebungen: der Hirschbuck mit 621,1 m, der Vorachbuck Richtung Döckingen mit 608,8 m und der Uhlberg Richtung Möhren mit 604,7 m.

## Gemeindezugehörigkeit
Zwerchstraß mit seinen Ortsteilen Brenneisenmühle, Rothenberg und Siebeneichhöfe war eine selbstständige Gemeinde im Landkreis Donauwörth und wurde im Zuge der Gebietsreform in Bayern am 1. Juli 1972 dem Landkreis Donau-Ries, bis zum 1. Mai 1973 mit der Bezeichnung Landkreis Nördlingen-Donauwörth, zugeschlagen. Am 1. Januar 1974 erfolgte die Eingemeindung in die Gemeinde Wolferstadt. Der Weiler Siebeneichhöfe kam am 1. Januar 1985 zur Stadt Treuchtlingen.

## Kirche
Zwerchstraß und seine ehemaligen Gemeindeteile gehören zur katholischen Pfarrei Sankt Martin in Wolferstadt im Dekanat Weißenburg-Wemding, Bistum Eichstätt.